# Glossocephalus milneedwardsi
Glossocephalus milneedwardsi is een vlokreeftensoort uit de familie van de Oxycephalidae. De wetenschappelijke naam van de soort is voor het eerst geldig gepubliceerd in 1887 door de Zweed Carl Erik Alexander Bovallius. Ze is vernoemd naar de Franse zoöloog Henri Milne-Edwards.